# Griffon korthals
Griffon korthals (Griffon d'arret à poil dur) er en stående jagthund fra Frankrig. Den er blev avlet i begyndelsen af 1874 af hollænderen Edward Korthals (1851-1896) fra Schooten nær Haarlem.